# Cratere Massilia
Massilia è un cratere sulla superficie di 21 Lutetia.